# Volga (bilmærke)
Volga (russisk: Волга) var et frem til 2010 produceret russisk, tidligere sovjetisk, bilmærke. Det blev grundlagt i 1956 og fremstillet af GAZ.

## Modeller

### GAZ 21 Volga
GAZ M-21 (fra 1965 GAZ 21) afløste i 1956 Pobeda og blev frem til 1968 fremstillet af GAZ i det nuværende Nischni Nowgorod. Det var den første bil med navnet Volga. Den arvede nogle komponenter fra forgængeren. Der fulgte nogle modifikationer og en stationcar (GAZ M-22 hhv. GAZ 22).

### GAZ 24 Volga
I 1968 fandt et modelskifte til GAZ 24 sted. Den nye model delte hjulophæng med sin forgænger.
GAZ 24 var i produktion i meget lang tid. Ligesom forgængeren fandtes også GAZ 24 i en stationcarudgave (24-02), som dog i forhold til sedanversionen blev produceret i et ret lavt styktal. 24-serien var i produktion frem til 1992 og dannede basis for efterfølgerne 3102 (1982), 31029 (1992), 3110 (1997) og 31105 (2004).

### GAZ 31 Volga
Prisen for en Volga lå i 2008 på ca. 8.300 € for den billigste version med det laveste udstyrsniveau. Selv om dette var billigt for en ny bil, gik salgstallene i Rusland nedad. Den sidste model, 31105, gik i produktion i 2004 og var det femte facelift af forbilledet GAZ 24 fra 1968.

#### Forsøg på efterfølger
GAZ forsøgte (mindst) to gange på at udvikle en efterfølger for den forældede modelserie. På grund af de vanskelige økonomiske forhold i Sovjetunionens sidste år og i Rusland i 1990'erne blev dette ikke til noget.

### GAZ 3105 Volga
Udviklingen af GAZ 3105 begyndte i 1987. Modellen skulle lukke hullet mellem den hidtidige Volga og luksuslimousinen Tschaika.
Bilen var cirka 5 meter lang og blev drevet af en 3400 cm³ V8-motor. Den kom på markedet i 1992, men blev frem til 1996 kun fremstillet i 55 eksemplarer.
Det var også planlagt at fremstille en billigere version med firecylindret motor (GAZ 3103/3104), som skulle afløse den klassiske Volga, men heller ikke dette blev realiseret.

### GAZ 3111 Volga
I 1998 gjorde Volga et nyt forsøg med GAZ 3111 med nydesignet karrosseri. Modellen blev drevet af en firecylindret motor arvet fra forgængeren, eller som alternativ en V6-motor fra Toyota.
Modellen gik produktion i 1999, og blev fra 2000 til 2002 fremstillet i 415 eksemplarer. I 2004 blev der produceret endnu 9 eksemplarer.

### Volga Siber
Efter de fejlslagne forsøg med modellerne 3105 og 3111 forsøgte GAZ at indgå joint venture med vestlige bilfabrikanter. I 2008 begyndte derved produktionen af Volga Siber, som var baseret på Chrysler Sebring. Bilen blev dog ikke nogen succes i Rusland, og allerede efter to år blev produktionen i 2010 indstillet.

## Afvikling af mærket Volga
Oprindeligt var det planen, at den sidste personbil med navnet Volga skulle have forladt fabrikken i Nischni Nowgorod ved udgangen af 2007 for at fabrikken herefter udelukkende skulle fokusere på produktion af erhvervskøretøjer, da det russiske marked var rigtig godt tjent med varebilen GAZel. I april 2006 bekendtgjorde firmaets ledelse, at Volga "vil blive fremstillet så længe, at markedet har brug for den".
Fra slutningen af 2010 fremstiller GAZ ikke længere personbiler under egne mærker, men producerer stadigvæk varebiler, lastbiler, busser og entreprenørmaskiner. Fra 2012 fremstilles Škoda Yeti, og fra april 2013 også Volkswagen Jetta på licens fra Volkswagen.